# Жонвель
Жонве́ль (фр. Jonvelle) — коммуна во Франции, находится в регионе Франш-Конте. Департамент — Верхняя Сона. Входит в состав кантона Жюсе. Округ коммуны — Везуль.
Код INSEE коммуны — 70291.

## География
Коммуна расположена приблизительно в 290 км к востоку от Парижа, в 80 км севернее Безансона, в 40 км к северо-западу от Везуля.
По территории коммуны протекает река Сона.

## Население
Население коммуны на 2010 год составляло 142 человека.
| 1962 | 1968 | 1975 | 1982 | 1990 | 1999 | 2010 |
| ---- | ---- | ---- | ---- | ---- | ---- | ---- |
| 239  | 233  | 199  | 169  | 139  | 171  | 142  |

## Администрация
| Период | Период | Фамилия        | Партия | Примечания |
| ------ | ------ | -------------- | ------ | ---------- |
| 2001   | 2008   | Мишель Майарбо |        |            |
| 2008   | 2014   | Кристиан Друэн |        |            |

## Экономика
В 2010 году среди 74 человек трудоспособного возраста (15—64 лет) 47 были экономически активными, 27 — неактивными (показатель активности — 63,5 %, в 1999 году было 61,6 %). Из 47 активных жителей работали 39 человек (24 мужчины и 15 женщин), безработных было 8 (5 мужчин и 3 женщины). Среди 27 неактивных 4 человека были учениками или студентами, 14 — пенсионерами, 9 были неактивными по другим причинам.

## Достопримечательности
- Приорат Жонвель и дом Кёрдасье (XI—XIII века). Исторический памятник с 1927 года[3]
- Дом приходского священника (1776 год). Исторический памятник с 1996 года[4]
- Остатки галло-романской культуры. Исторический памятник с 1992 года[5]

## Фотогалерея

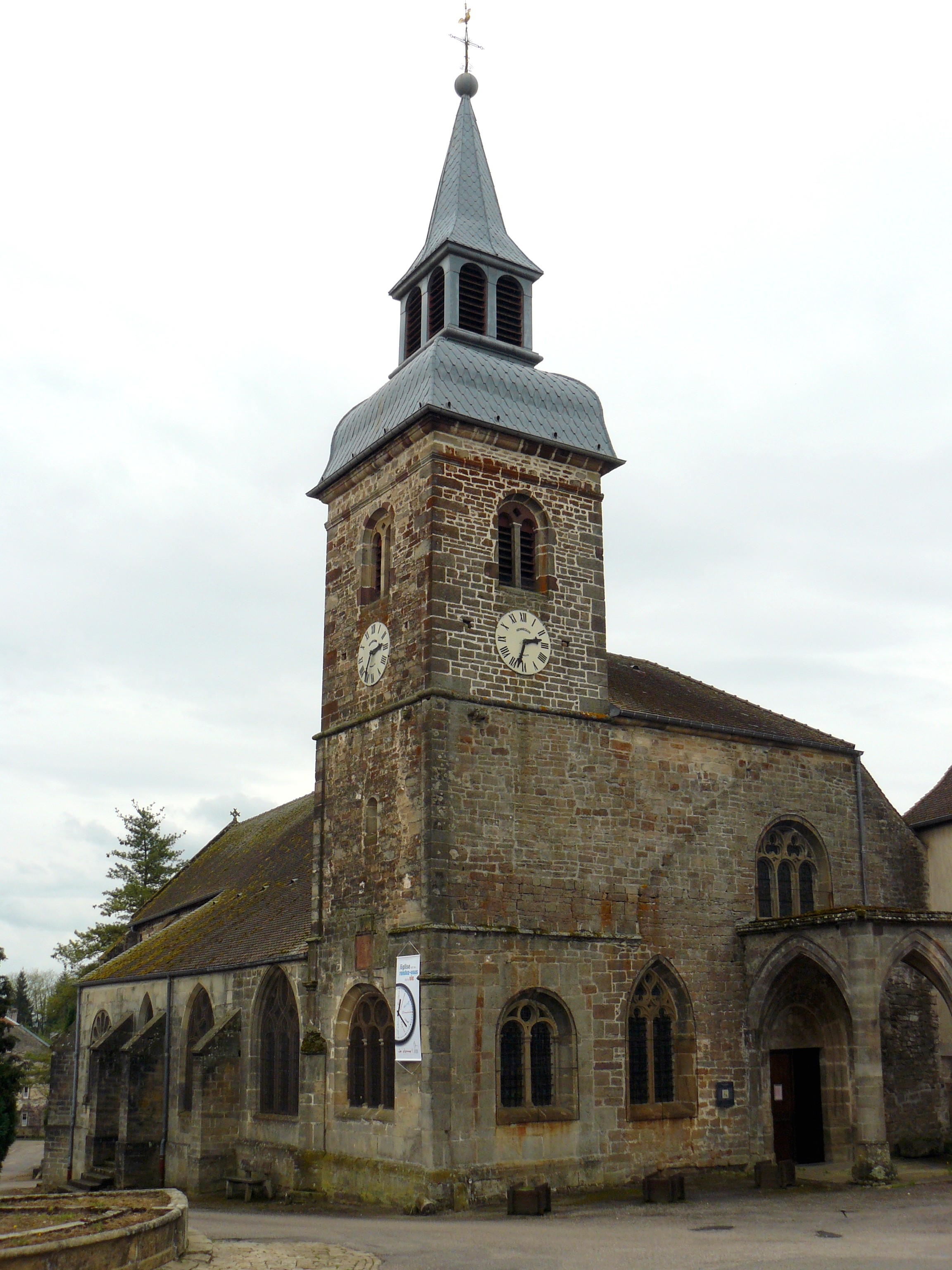
Церковь Успения Богородицы
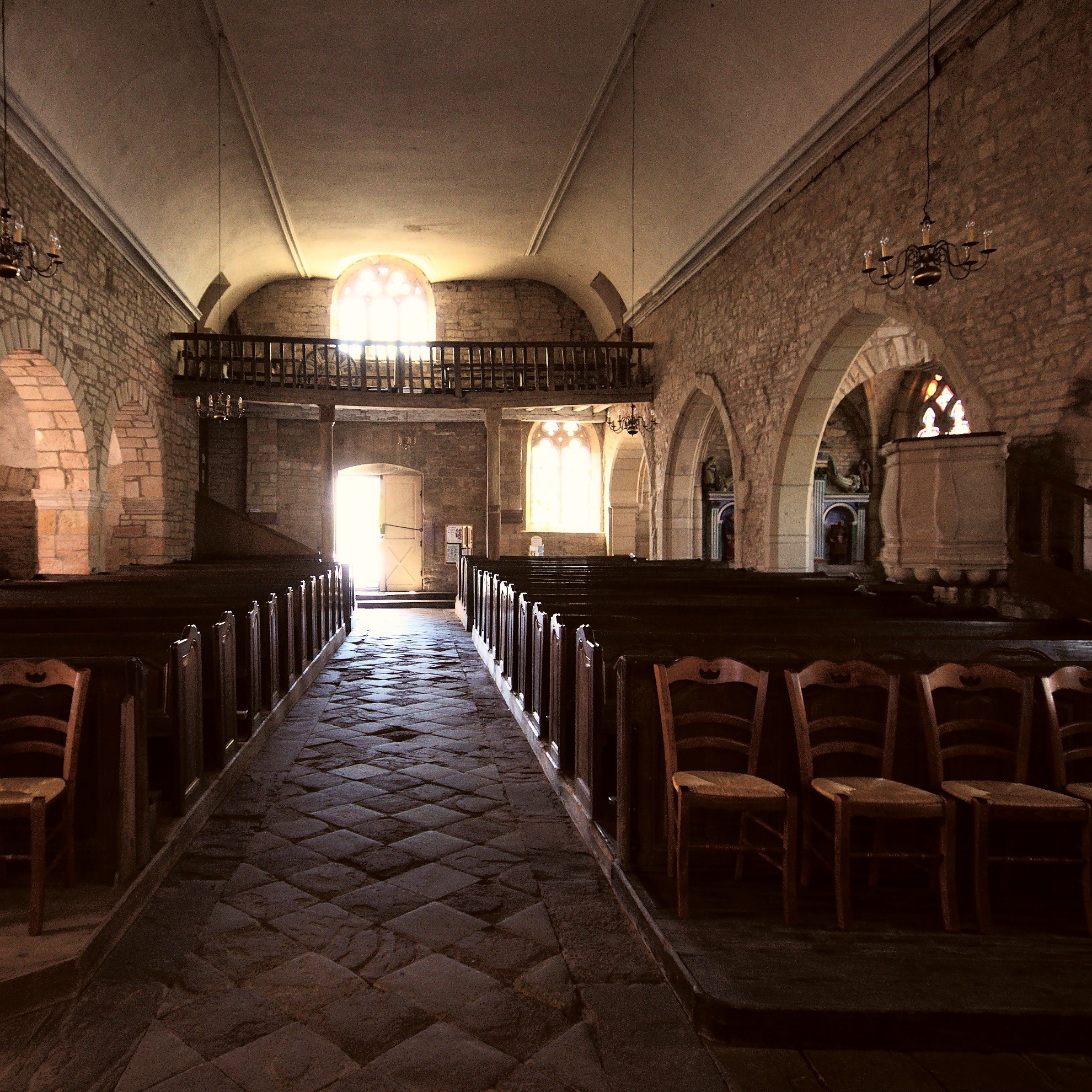
Интерьер церкви Успения Богородицы
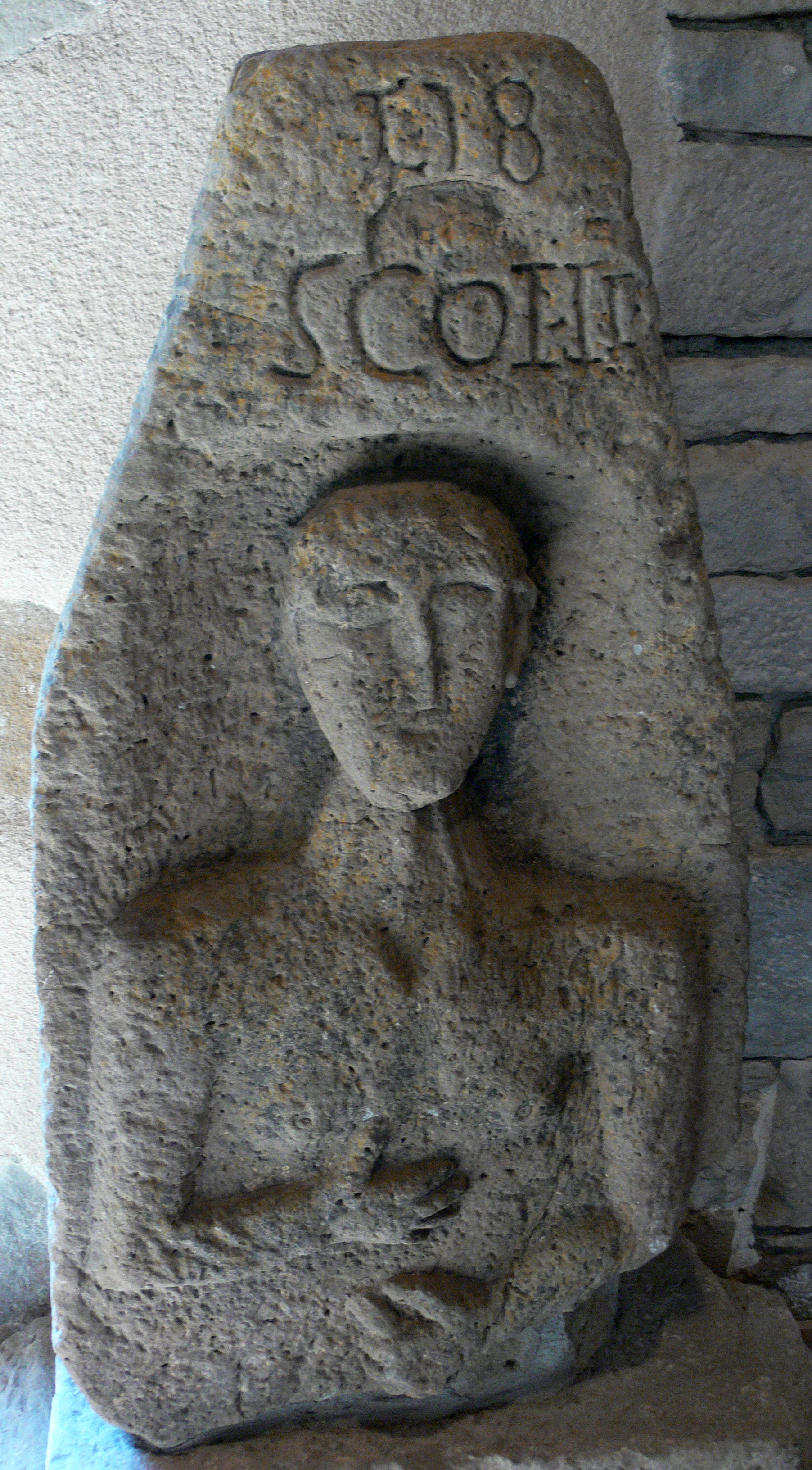
Стела галло-романского периода, найденная в Жонвеле
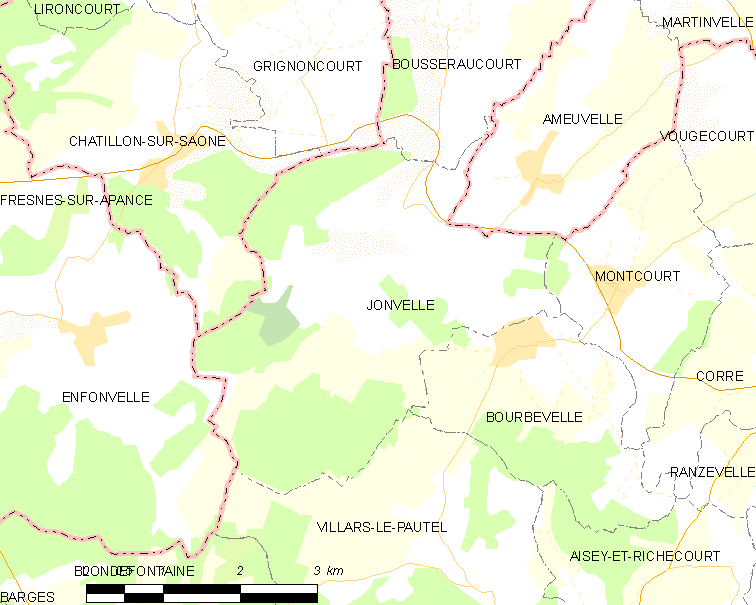
Карта коммуны